# Венстре (Данія)
Венстре, Ліберальна партія Данії (дан. Venstre, Danmarks Liberale Parti, більш знана як Венстре, що дослівно означає «лівий») — данська консервативна ліберальна, аграрна партія. Символ — V. Венстре — одна з найбільших партій Данії за кількістю членів і голосів виборців. Член Ліберального інтернаціоналу та Альянсу лібералів і демократів за Європу. Депутати Європарламенту від Венстре входять до фракції Альянс лібералів і демократів за Європу.
Вона була заснована у 1870 році під назвою Det Forenede Venstre (Об'єднані ліві) у результаті злиття трьох ліберальних лівих партій. У 1885 партія змінила свою назву на Venstrereformpartiet (Ліва партія реформ), але потім, у 1910 році, змінила свою назву на просто Venstre.
Партія спочатку представляла інтереси фермерів і торговців, поступово розширила свій потенційний електорат. У 60-х роках Венстре почала рухатися у напрямку класичного лібералізму. З 1985 року партія продовжила приймати більш консервативні позиції, особливо після 1998 року, коли її очолив Андерс Фог Расмуссен.